# Escut de Riudellots de la Selva
L'escut oficial de Riudellots de la Selva té el següent blasonament:
Escut caironat: d'argent, una palma de gules en faixa, acompanyada al cap de tres còdols de gules malordenats, i a la punta de tres faixes ondades d'atzur. Per timbre, una corona mural de poble.

## Història
Va ser aprovat el 21 d'octubre del 2005 i publicat al DOGC el 30 de novembre del mateix any amb el número 4521.
La palma i els còdols són els símbols del martiri de sant Esteve, patró del poble. Les faixes ondades són un senyal tradicional i fan referència a l'Onyar, que travessa el municipi de sud a nord.